# Milinda-pañja

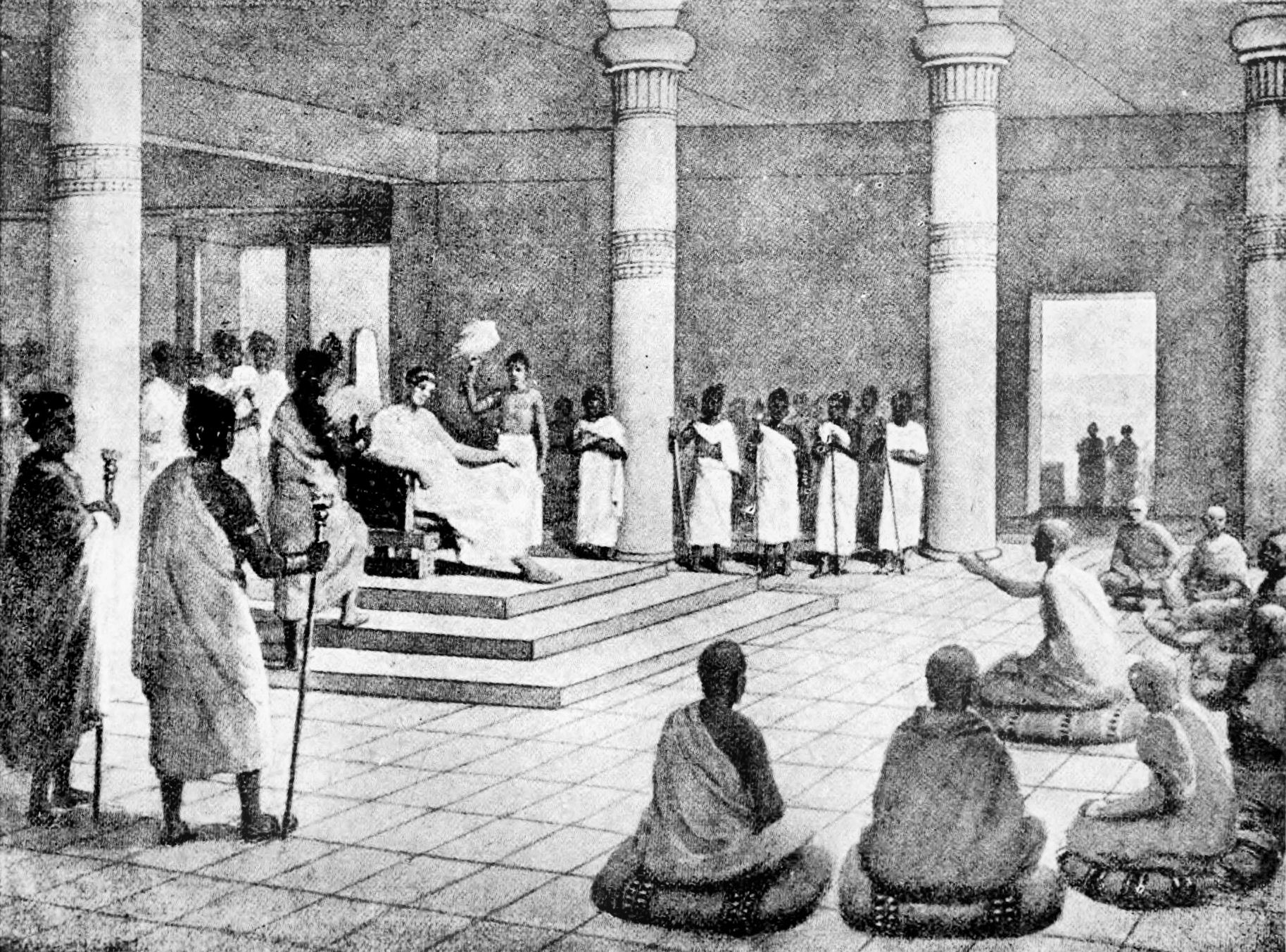
El rey Milinda hace preguntas. Ilustración del Hutchinson's story of the nations, pág. 139.

El Milinda-pañjá o Las preguntas de Milinda, es un libro budista que data aproximadamente del 100 a. C. Se incluye en la edición birmana del Canon pali del budismo theravada, como uno de los libros del Khuddaka Nikaya. Sin embargo, no aparece en las versiones de Tailandia ni de Ceilán. Una versión más breve está recogida en las traducciones mahayana de China.
En idioma pali se llama Milindapañhā (que en español se pronuncia [milínda panjá]).
Recoge un diálogo en el que el rey indogriego Menandro I de Bactria (que en idioma pali se conoció como Milinda), quien reinó en el siglo II a. C., hace preguntas sobre budismo al sabio Nagasena. El rey aparece rodeado constantemente por 500 soldados griegos, y por dos consejeros, llamados Demetrio y Antíoco. El contexto cultural en el que se inscribe la obra, es el del diálogo platónico y, por ello, es de particular interés para subrayar el sincretismo cultural que dio lugar al grecobudismo.
La tradición budista señala que, tras sus discusiones con Nagasena, Menandro abrazó la fe budista:
"Quiera el venerable Nagasena aceptarme como seguidor de la fe, desde el día de hoy y por todo lo que dure mi vida".
Luego, entregó el reino en manos de su hijo, y se retiró del mundo:
"Y después de ello, deleitándose en la sabiduría de los Ancianos, abdicó el reino en su hijo, y abandonando la vida familiar por la vida sin hogar, creció grandemente en visión interior, y alcanzó el nirvana".
Sin embargo, no se cree que este testimonio sea cierto. Menandro no parece haber abdicado de su trono.

## Historia
Se cree que la parte más antigua del texto fue escrita entre el 100 a. C. y  el 200 d. C. Tal vez el texto se escribió inicialmente en sánscrito Sin embargo, aparte de las ediciones en pali de Sri Lanka y sus derivados, no se conocen otras copias. 
Los estudiosos opinan que la obra se ha compuesto de fragmentos añadidos a lo largo del tiempo. Aducen como prueba que las versiones chinas son más breves. El manuscrito más antiguo de la versión pali se copió en 1495. A partir de referencias internas del texto, se deduce que se han perdido partes importantes del texto, lo que hace del Milinda el único texto pali conocido que nos ha llegado incompleto.
Rhys Davids dice que es la mejor obra de la prosa india clásica, mientras que Moritz Winternitz afirma que eso es cierto sólo en referencia a las primeras partes.